# Just Blaze

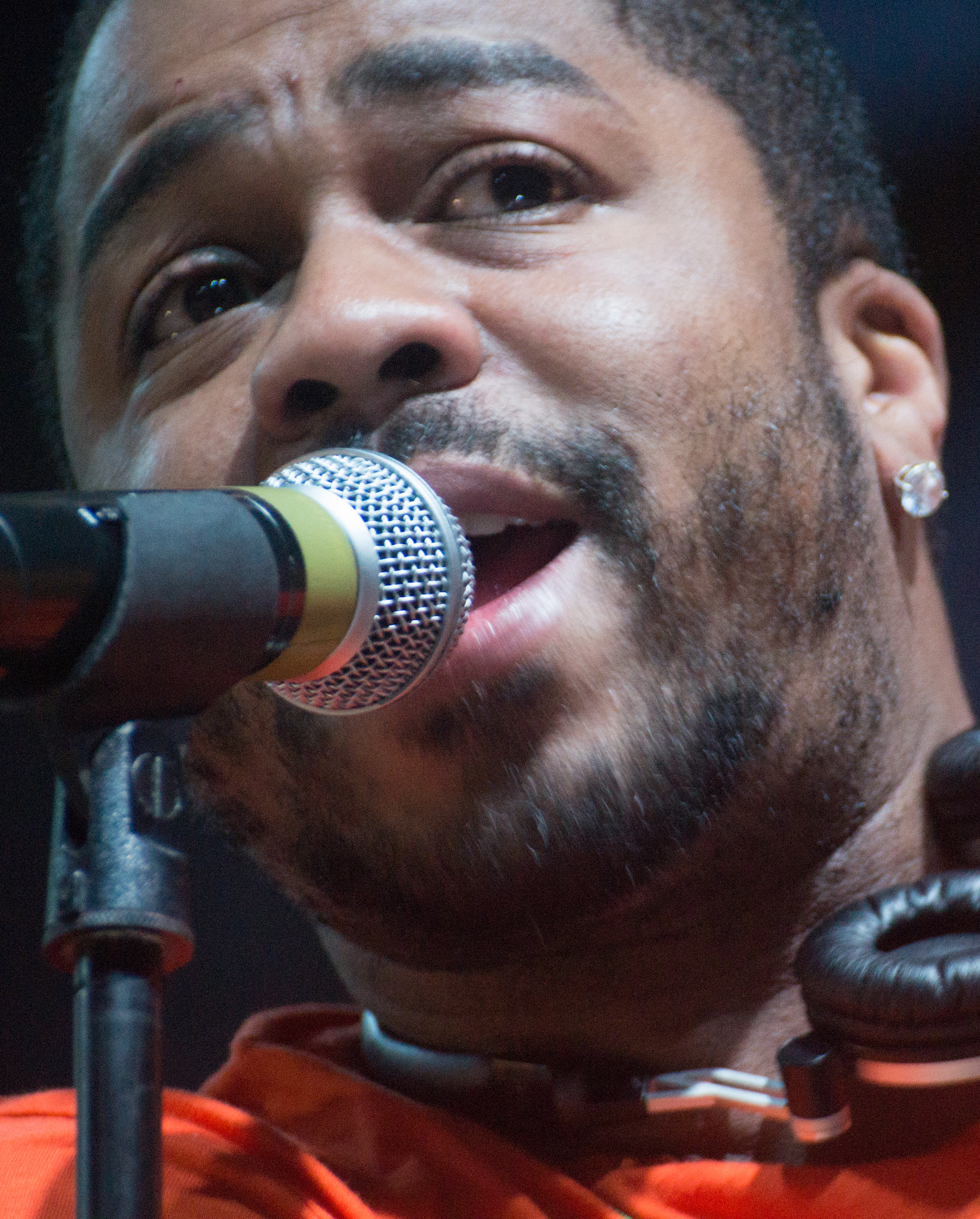
Just Blaze (2014)

Just Blaze (* 14. Januar 1978 als Justin Smith in Paterson, New Jersey) ist ein US-amerikanischer Hip-Hop-Produzent.

## Biografie
Bereits in seiner Jugend war Smith als DJ aktiv und kam in der High School mit dem Produzieren in Berührung.
Zwar machte er ein Praktikum in Manhattans Cutting Room, studierte aber im Anschluss an das Praktikum drei Jahre an der Rutgers University Informatik. Da er seine Energie lieber ins Produzieren investierte, brach er das Studium ab. Jay-Z gelangte an eine Promo-CD von Just Blaze, wodurch eine langjährige Zusammenarbeit zwischen dem Label Roc-A-Fella Records zustande kam.
Da Roc-A-Fella durch das Label Def Jam übernommen wurde, gründete er als Sublabel von Atlantic Records sein eigenes Label Fort Knocks Entertainment.

## Produktionen (Auswahl)
- 2000: Fire in Hell und Thug Luv auf Million von Half-A-Mill
- 2000: That's Right auf All Money is Legal von Amil
- 2000: Who Want What auf The Truth von Beanie Sigel
- 2000: Off Wit His Head und Wrong Ones auf Yeeeah Baby von Big Pun
- 2000: Street Shit und Here We Go Again auf Anarchy von Busta Rhymes
- 2000: Diverse auf The Dynasty: Roc La Familia von Jay-Z
- 2000: Diverse auf View from Masada von Killah Priest
- 2000: Diamond auf H.N.I.C. von Prodigy
- 2001: Diverse auf The Reason von Beanie Sigel
- 2001: It's Time I See You auf Kiss tha Game Goodbye von Jadakiss
- 2001: Diverse auf The Blueprint von Jay-Z
- 2001: Ma' Be Easy auf Ghetto Fabolous von Fabolous
- 2001: I'm a Bang auf The Great Depression von DMX
- 2001: Diverse auf Genesis von Busta Rhymes
- 2002: Diverse auf Come Home With Me von Cam’ron
- 2002: Diverse auf The Blueprint²: The Gift & the Curse von Jay-Z
- 2002: React und We Don't Care auf React von Erick Sermon
- 2002: Lollipop auf Paid tha Cost to Be da Boss von Snoop Dogg
- 2002: Boy (I Need You) und You Got Me auf Charmbracelet von Mariah Carey
- 2003: I Really Mean It und Built This City auf Diplomatic Immunity von The Diplomats
- 2003: Diverse auf Philadelphia Freeway von Freeway
- 2003: Can't Let You Go auf Street Dreams von Fabolous
- 2003: Pump It Up, Fire und Give Me Reason auf Joe Budden von Joe Budden
- 2003: Interlude, December 4th und Public Service Announcement (Interlude) auf The Black Album von Jay-Z
- 2003: Yeah Yeah U Know It auf He's Keith Murray von Keith Murray
- 2003: Get Crunk Shorty auf Nick Cannon von Nick Cannon
- 2003: Diverse auf M.A.D.E. von Memphis Bleek
- 2003: C'mon (Remix) auf Mario von Mario
- 2004: U Got What I Need auf LeToya von LeToya Luckett
- 2004: My First Love auf Let's Talk about It von Carl Thomas
- 2004: Throwback auf Confessions von Usher
- 2004: Let's Go auf Worth tha Weight von Shawnna
- 2004: Never Been in Love auf The Beautiful Struggle von Talib Kweli
- 2004: Get Crunk Shorty auf My Brother and Me von Ying Yang Twins
- 2004: It's Alright und Breathe auf Real Talk von Fabolous
- 2005: Safe 2 Say (The Incredible) auf All or Nothing von Fat Joe
- 2005: Church for Thugs und No More Fun and Games auf The Documentary von The Game
- 2005: Diverse auf 543 von Memphis Bleek
- 2005: Touch the Sky auf Late Registration von Kanye West
- 2006: The Champ auf Fishscale von Ghostface Killah
- 2006: King Back und I'm Talking to You auf King von T.I.[3]
- 2006: Dynomite (Going Postal) auf Blue Collar von Rhymefest
- 2006: Tell Me auf Press Play von Diddy
- 2006: Why You Hate The Game und Remedy auf Doctor’s Advocate von The Game[4]
- 2006: Oh My God, Show Me What You Got und Kingdom Come auf Kingdom Come von Jay-Z[5]
- 2007: The Second Coming auf Nike von Juelz Santana
- 2007: Papi Lover auf El Cartel: The Big Boss von Daddy Yankee
- 2007: Return of the Hustle auf From Nothin' to Somethin von Fabolous
- 2007: Diverse auf T.I. vs. T.I.P. von T.I.
- 2007: Hostile Gospel auf Eardrum von Talib Kweli
- 2007: Ignorant Shit und American Gangster auf American Gangster von Jay-Z
- 2008: Live Your Life auf Paper Trail von T.I.
- 2010: Cold Wind Blows, No Love, You're Never Over und Session One auf Recovery von Eminem
- 2012  Oh Yeah Von T.I
- 2014: Dipsh*ts von Cam’ron
- 2014: Angry Young Man von OnCue
- 2017: Like Home auf Revival von Eminem